# The Legend of Zelda: Ocarina of Time
A The Legend of Zelda: Ocarina of Time (ゼルダの伝説 時のオカリナ; Zeruda no Denszecu: Toki no Okarina, ’Zelda legendája: Az Idő Okarinája’) egy akció-kalandjáték, amit a Nintendo fejlesztett és adott ki Nintendo 64-re. Japánban és Észak-Amerikában 1998 novemberében, majd a PAL régiókban a következő hónapban adták ki. Az Ocarina of Time a The Legend of Zelda sorozat ötödik játéka, és az első 3D-s grafikával.
A Nintendo EAD fejlesztette, öt rendező vezetésével, beleértve Aonuma Eidzsit és Koizumi Josiakit. A producer a sorozat társkészítője, Mijamoto Sigeru volt, és Tanabe Kenszuke írta a történetet. A Zelda sorozat veterán zeneszerzője Kondo Kodzsi készítette a zenei szerzeményt. A játékos Linket irányítja, akinek Hyrule kitalált földjén küldetése, hogy megállítsa a gonosz királyt Ganondorfot, miközben utazik az időben, és bejárja a tömlöcöket és a külvilágot. A játékban bemutatkoztak olyan funkciók, mint például a célbafogó rendszer és a környezet-érzékeny gombok, amik gyakoriak lettek a 3D-s kalandjátékokban. A játékosnak számos dalt kell megtanulnia egy okarinán a végigjátszáshoz.
Az Ocarina of Time széleskörű elismerésben részesült a kritikusoktól és a vásárlóktól, valamint számos díjat és elismerést nyert azoktól, akik dicsérték a vizuálokat, a hangot, a játékmenetet, a soundtracket és az írást. Számos kiadvány minden idők legjobb videójátékának rangsorolta, valamint minden idők legmagasabb értékelésű játéka a kritikaösszegző Metacritic oldalon. Kereskedelmi siker volt, több mint, hét millió példányban kelt el világszerte. Az Egyesült Államokban több mint háromszor több előrendelést kapott, mint akkor más videójáték, és ez volt a legjobban kelő játék 1998-ban az országban.
Egy közvetlen folytatást, a The Legend of Zelda: Majora’s Maskot 2000-ben adták ki. A 2000-es évek elején az Ocarina of Time-ot újra kiadták a The Legend of Zelda: Collector’s Edition promóciós lemezén GameCube-ra, és iQue Playerre Kínában. A játék felújított változatát, a The Legend of Zelda: Ocarina of Time 3D-t Nintendo 3DS-re adták ki 2011-ben. Mindkét változat tartalmazza a Master Questet, a játék alternatív változatát új puzzle-kel és megemelt nehézséggel.

## Fordítás
- Ez a szócikk részben vagy egészben  a   The Legend of Zelda: Ocarina of Time című angol Wikipédia-szócikk fordításán alapul.  Az eredeti cikk szerkesztőit annak laptörténete sorolja fel. Ez a jelzés csupán a megfogalmazás eredetét és a szerzői jogokat jelzi, nem szolgál a cikkben szereplő információk forrásmegjelöléseként.

## Külső hivatkozások
- The Legend of Zelda: Ocarina of Time a MobyGamesen
- The Legend of Zelda: Ocarina of Time az IMDb-n